# Cristina Sanz Barrios
María Cristina Sanz Barrios, née le 7 mai 1979, est une femme politique espagnole membre du Parti populaire (PP).

## Biographie

### Vie privée
Elle est mariée et mère de deux enfants.

### Activités politiques
Elle est conseillère municipale de Pampelune de 2003 à 2015.
Le 20 décembre 2015, elle est élue sénatrice pour Navarre au Sénat et réélue en 2016. Elle est première secrétaire de la commission des affaires étrangères.